# هانس اشمیت (بازیکن فوتبال، زاده ۱۸۹۳)
هانس اشمیت (انگلیسی: Hans Schmidt; ۲۳ دسامبر ۱۸۹۳ – ۳۱ ژانویهٔ ۱۹۷۱) بازیکن فوتبال اهل آلمان بود.
از باشگاه‌هایی که در آن بازی کرده‌است می‌توان به باشگاه فوتبال گروتر فورث، باشگاه فوتبال نورنبرگ، و باشگاه فوتبال جنوآ اشاره کرد.
وی همچنین در تیم ملی فوتبال آلمان بازی کرده‌است.